# 51号星球
《51号星球》（英語：Planet 51）是2009年的西班牙裔英国动画电影。该电影由乔尔·布兰科导演，由乔·斯蒂尔曼执导，主演德韦恩·约翰逊，杰西卡·比尔，贾斯汀·朗，肖恩·威廉·斯科特，加里·奥尔德曼和约翰·克莱斯。

## 劇情
令人难以置信的宇航员查克上尉相信他是第一个发现遥远的“ 51号行星”的人。 但是当他探索这个地方时，他做出了令人震惊的发现，该星球已经有人居住，并且周围有小小的绿色生物！ 查克很少知道，对这些绿色生物的最大恐惧就是他是人类。 现在，查克只有在可怕的命运的帮助下才能成为《 51号星球》外星人入侵博物馆的一部分。

## 外部連結
- 互联网电影数据库（IMDb）上《51号星球》的资料（英文）
- Metacritic上《51号星球》的資料（英文）
- Box Office Mojo上《51号星球》的資料（英文）
- 爛番茄上《51号星球》的資料（英文）
- 大卡通資料庫上《51号星球》的資料（英文）

- 豆瓣电影上《51号星球》的資料 （简体中文）